# Подъельник обыкновенный
Подъе́льник обыкнове́нный, или Вертл́яница обыкновенная(лат. Monōtropa hypōpitys) — вид двудольных растений рода Подъельник (Monotropa) семейства Вересковые (Ericaceae). Текущее таксономическое название было опубликовано шведским систематиком Карлом Линнеем в 1753 году.

## Ботаническое описание
Многолетнее травянистое растение.

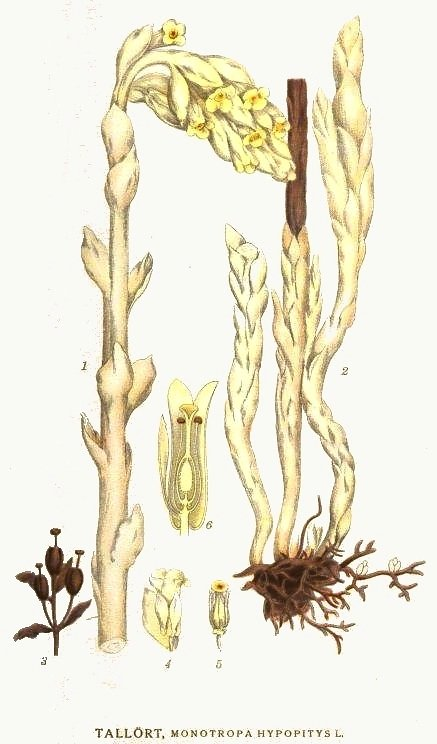

Листья чешуевидные, мясистые, жёлтого цвета, либо простые; форма листа — треугольная, удлинённая или яйцевидная, верхушка листа округлая, основание усечённое.
Соцветие кистевидное. Цветки размером 1—2 см с четырьмя или пятью лепестками белого или жёлтого цвета с оттенками.
Плод — коробочка бурого цвета.

## Распространение и экология
Встречается во влажных смешанных и хвойных лесах. Ареал — Европа, Северная Америка (до Мексики), Афганистан, Бутан, Индия, Япония, Корейский полуостров, Монголия, Мьянма, Непал, Пакистан, Россия, Таиланд, страны Юго-Западной Азии. В России распространён в европейской части, на Урале и в Сибири.
Теневыносливый мезофит. В основном паразитическое растение, паразитирующее на грибах, образующих эктомикоризу с хвойными, реже лиственными породами.

## Охранный статус
Включён в Красные книги следующих регионов и стран:
- в России: Белгородская область, Иркутская область, Республика Карелия, Республика Коми, Краснодарский край, Москва, Самарская область, Республика Саха (Якутия), Ставропольский край, Усть-Ордынский Бурятский автономный округ, Чувашская республика
- в Украине: Полтавская область
- Восточная Фенноскандия
- Молдавия

## Классификация

### Таксономическое положение
- Monotropa hypopitys L., 1753, Sp. Pl. : 387

Вид Подъельник обыкновенный относится к роду Подъельник (Monotropa) подсемейства Вертляницевые (Monotropoideae) семейства Вересковые (Ericaceae) порядка Верескоцветные (Ericales) последовательно входящего в клады Астериды → Суперастериды → Эвдикоты → Цветковые растения. Таксономическая схема в соответствии с Системой APG IV по состоянию на декабрь 2023 года:
|  |                          |  |                                   |                                   |                      |  | еще 21 семейство | еще 21 семейство |                             |  |  |  | еще 1 подтвержденный вид и 2 таксона в статусе "неподтвержденных" |
|  |                          |  |                                   |                                   |                      |  | еще 21 семейство | еще 21 семейство |                             |  |  |  | еще 1 подтвержденный вид и 2 таксона в статусе "неподтвержденных" |
|  |                          |  |                                   | порядок Верескоцветные            |                      |  |                  |                  | род Подъельник              |  |  |  |                                                                   |
|  |                          |  |                                   | порядок Верескоцветные            |                      |  |                  |                  | род Подъельник              |  |  |  |                                                                   |
|  | клада Цветковые растения |  |                                   |                                   | семейство Вересковые |  |                  |                  | вид Подъельник обыкновенный |  |  |  |                                                                   |
|  | клада Цветковые растения |  |                                   |                                   | семейство Вересковые |  |                  |                  |                             |  |  |  |                                                                   |
|  |                          |  | ещё 63 порядка цветковых растений | ещё 63 порядка цветковых растений |                      |  |                  | еще 125 родов    | еще 125 родов               |  |  |  |                                                                   |
|  |                          |  |                                   | ещё 63 порядка цветковых растений |                      |  |                  |                  | еще 125 родов               |  |  |  |                                                                   |

### Синонимы
- Hypopitys americana (DC.) Nutt.
- Hypopitys brevis Small
- Hypopitys dentata Raf.
- Hypopitys europaea Nutt.
- Hypopitys fimbriata (A.Gray) Howell
- Hypopitys glabra (Bernh. ex Rchb.) DC.
- Hypopitys hypophegea (Wallr.) G.Don
- Hypopitys hypopitys (L.) Small
- Hypopitys insignata E.P.Bicknell
- Hypopitys lanuginosa (Michx.) Raf.
- Hypopitys lanuginosa var. rosea (Torr.) House
- Hypopitys latisquama Rydb.
- Hypopitys lutea Gray
- Hypopitys monotropa Crantz
- Hypopitys multiflora Scop.
- Hypopitys multiflora var. americana DC.
- Hypopitys multiflora var. glabra Ledeb.
- Hypopitys racemosa Raf.
- Hypopitys rivini Ruppius ex Ces., Pass. & Gibelli
- Hypopitys secunda Raf.
- Hypopitys stricta Raf.
- Monotropa abietina Dumort
- Monotropa chinensis Koidz.
- Monotropa epirrhizium St.-Lag.
- Monotropa fimbriata A.Gray
- Monotropa flagrans Gilib.
- Monotropa glabra Bernh. ex Rchb.
- Monotropa hirsuta Hornem. ex Willk. & Lange
- Monotropa hypophegea Wallr.
- Monotropa hypopitys f. atricha (Domin) Kitag.
- Monotropa hypopitys subsp. lanuginosa (Michx.) H.Hara
- Monotropa hypopitys var. glaberrima H.Hara
- Monotropa hypopitys var. glabra Roth
- Monotropa hypopitys var. hirsuta Roth
- Monotropa hypopitys var. hypopitys
- Monotropa hypopitys var. japonica (Franch. & Sav.) Franch. & Sav.
- Monotropa hypopitys var. lanuginosa (Michx.) Andres
- Monotropa hypopitys var. latisquama (Rydb.) Kearney & Peebles
- Monotropa hypoxya Spreng.
- Monotropa japonica Franch. & Sav.
- Monotropa lanuginosa Michx.
- Monotropa lanuginosa var. rosea Torr.
- Monotropa latisquama (Rydb.) Hultén
- Monotropa multiflora (Scop.) Fritsch
- Monotropa nepalensis Wall.
- Monotropa nipponica H.Hara
- Monotropa procera Torr.
- Monotropa squamiformis Dulac
- Monotropa taiwaniana S.S.Ying